# Karate Kid: Legends
Karate Kid: Legends es una película estadounidense de artes marciales de 2025 dirigida por Jonathan Entwistle y escrita por Rob Lieber. Es la sexta película de la franquicia The Karate Kid y está protagonizada por Jackie Chan y Ralph Macchio, ambos repitiendo sus papeles de películas anteriores, con Ben Wang como protagonista principal junto a Joshua Jackson, Sadie Stanley, Ming-Na Wen, Aramis Knight y Wyatt Oleff.
Tras el lanzamiento de la cuarta película, The Next Karate Kid (1994), la última película estrenada de la franquicia fue una nueva versión de la película original en 2010 protagonizada por Jackie Chan como el Sr. Han. La serie de televisión Cobra Kai (2018-2025) sirvió como una secuela directa de las cuatro películas originales, con Macchio regresando como Daniel LaRusso de las tres primeras películas. En septiembre de 2022, se confirmó que se estaba desarrollando un nuevo largometraje, y el casting de Chan y Macchio se anunció en noviembre de 2023. El rodaje comenzó en abril de 2024.
La película se estrenó el 30 de mayo de 2025 en Estados Unidos.

## Argumento
En el verano de 1985, el Sr. Miyagi le cuenta al adolescente Daniel LaRusso sobre los orígenes del karate Miyagi-Do y la relación entre las familias Miyagi y Han. Shimpo Miyagi, antepasado del Sr. Miyagi del siglo XVI, mientras pescaba en la costa de Japón, termina en China. La familia Han lo acogió y le enseñó kung fu, que se conoció como karate Miyagi-Do a su regreso a Okinawa.
En la actualidad, tres años después de la victoria de Cobra Kai en el Sekai Taikai y varios años después de los sucesos de The Karate Kid, el Sr. Han es el venerado shifu (maestro) de una wuguan (escuela de kung fu) en Pekín. Entre sus alumnos se encuentra su sobrino nieto, Li Fong. La madre de Li, doctora, llega para informarles a Li y al Sr. Han que ha aceptado un trabajo en Nueva York y les hace prometer que dejará las artes marciales, ya que su hermano, Bo, fue apuñalado mortalmente por un oponente vencedor tras un torneo hace algún tiempo.
En Nueva York, Li lucha por adaptarse socialmente en la escuela y conoce a Mia Lipani, hija del ex-campeón local de boxeo, Victor Lipani. Comienzan una relación romántica y se enfrentan a Connor Day, el agresivo exnovio de Mia y campeón local de karate. Después de que Connor le da un puñetazo en la cara a Li, su madre contrata a un tutor, Alan, quien se hace amigo suyo. Li vuelve a enfrentarse a Connor en la escuela, pero se da cuenta de que Connor es un luchador más fuerte. Li intenta una patada giratoria con salto llamada "Patada del Dragón", aprendida de Bo, pero Connor lo contraataca y lo derrota.
Una noche, Li presencia cómo Victor es atacado por matones enviados por su acreedor, O'Shea, dueño del dojo de karate donde entrena Connor. Obligado a intervenir, Li derrota a los atacantes. Victor decide volver al boxeo para saldar su deuda y salvar su pizzería, y le pide a Li que lo entrene. Li duda, pero acepta tras hablarlo por teléfono con el Sr. Han y más tarde se convierte en empleado de Victor en la pizzería. Durante el combate de regreso de Victor, el oponente, siguiendo las órdenes de O'Shea, lo noquea con golpes ilegales, enviando a Victor al hospital. Li, paralizado por el recuerdo de la muerte de Bo, no interviene para ayudar en el hospital, lo que decepciona a Mia. La madre de Li, que trabaja en el hospital, también expresa su decepción por la continua participación de Li en las artes marciales.
El Sr. Han llega a Nueva York para confrontar a Li tras evitar varias de sus llamadas. Al descubrir la verdad, el Sr. Han anima a Li a retomar las artes marciales para participar en el próximo Torneo de los Cinco Distritos, tanto para ayudar a sus amigos como para afrontar su pasado. Han visita Los Ángeles para pedirle ayuda a Daniel LaRusso. Aunque indeciso, Daniel se une a ellos en Nueva York. Mientras tanto, Victor se ha recuperado por completo de sus heridas, y Mia y Li se han reconciliado.
Li entrena kung fu con el Sr. Han y karate Miyagi-Do con Daniel. Alan le presta a Li su jardín en la azotea como campo de entrenamiento improvisado. El Sr. Han y Daniel desarrollan una nueva variante de la Patada del Dragón para incitar al oponente a un contraataque, que Li puede esquivar y revertir.
Li comienza a luchar en el Torneo de los Cinco Distritos y llega a la final contra Connor. O'Shea envía matones para atacar a Li, pero el Sr. Han y Daniel lo defienden. El Sr. Han también convence a la madre de Li de que las artes marciales son beneficiosas para él, ya que le ayudan a superar su trágico pasado. Li y Connor se enfrentan en un intenso combate de ocho puntos. Connor domina inicialmente el combate, pero Li finalmente remonta y logra empatar con Connor. En la final, Li conecta su Patada del Dragón adaptada, ganando el combate y superando sus miedos. Connor contraataca con un ataque sorpresa, pero Li lo derrota rápidamente y luego muestra compasión, ganándose el respeto de Connor.
Más tarde, Victor abre una segunda pizzería y el Sr. Han regresa a China. En Los Ángeles, Daniel recibe una pizza congelada de Li con una nota y una foto como agradecimiento. Allí, él y Johnny Lawrence debaten si la pizza neoyorquina es mejor que la californiana. Johnny presenta una nueva idea de negocio: una pizzería con temática de dojo llamada Miyagi-Hut, una referencia a Pizza Hut, para gran disgusto de Daniel. La película termina con Daniel yendo a calentar la pizza mientras Johnny de manera divertida piensa cómo sería el eslogan de Miyagi-Hutt.

## Reparto
- Jackie Chan como el Sr. Han
- Ralph Macchio como Daniel LaRusso
- Ben Wang como Li Fong
- Joshua Jackson como Víctor Lipani
- Sadie Stanley como Mia Lipani
- Ming-Na Wen como la Doctora Fong
- Aramis Knight como Connor Day
- Wyatt Oleff como Alan
- Tim Rozon como O'Shea
- Oscar Ge como Bo Fong
- Shaunette Renée Wilson como la Sra. Morgan
- William Zabka como Johnny Lawrence

## Producción

### Trasfondo
A la película The Karate Kid (1984), protagonizada por Ralph Macchio como Daniel LaRusso, le siguieron tres secuelas: The Karate Kid Part II (1986), The Karate Kid Part III (1989) y The Next Karate Kid (1994), aunque Macchio no regresó para la cuarta parte. En 2010 se estrenó una nueva versión de la primera película, con una historia similar pero con un conjunto diferente de personajes, incluido Jackie Chan como el Sr. Han. A pesar de mantener el título original, el remake se centró en el kung fu, ya que la película estaba ambientada en China . Una serie de televisión, Cobra Kai, se estrenó en YouTube Red (antes de pasar un año después a Netflix ) en 2018, sirviendo como secuela de las cuatro películas originales que componen el "Miyagi-verso" (llamado así por el personaje Sr. Miyagi) y reuniendo a varios actores de las tres primeras películas, incluido Ralph Macchio.

### Desarrollo
Poco después de su lanzamiento, se anunció una secuela de la remake de 2010 con Jaden Smith, Taraji P. Henson y Jackie Chan listos para repetir sus papeles. Breck Eisner fue elegido para dirigir en abril de 2014. Para entonces, el dúo de escritores Ethan Reiff y Cyrus Voris, así como Zak Penn, habían escrito dos borradores del guion. Eisner abandonó el proyecto tres meses después y se encargó un nuevo guion a Jeremiah Friedman y Nick Palmer. En abril de 2017, Eisner regresó al proyecto, pero en octubre de ese año Chan expresó su descontento con el guion de la película.
En septiembre de 2022, se confirmó que se estaba desarrollando un nuevo largometraje, descrito como "el regreso de la franquicia original de Karate Kid".  Poco después, el cocreador de la serie Cobra Kai, Jon Hurwitz, declaró que la película no estaba relacionada con la serie, a pesar de la intención de los creadores de hacer películas para la franquicia en el futuro. En noviembre de 2023, se informó que Jonathan Entwistle iba a dirigir la película, con un guion escrito por Rob Lieber y con Karen Rosenfelt como productora. 

### Elenco
En agosto de 2023, se informó que Chan retomaría su papel en la película. Más tarde, a finales de noviembre de 2023, se reveló oficialmente que Chan y Macchio se habían unido al elenco. El anuncio confirmaba que las películas originales y la remake tenían lugar en el mismo universo, a pesar de la declaración de Hurwitz de 2021 de que la remake de 2010 era una película en el universo dentro del "Miyagi-verso". Además, Chan y Macchio anunciaron una convocatoria de casting abierta a nivel mundial para que un actor protagonice la versión de la película del personaje principal, descrito como un adolescente chino que se muda a la costa este de Estados Unidos y comienza a estudiar artes marciales.
En febrero de 2024, Ben Wang fue elegido como el personaje principal, Li Fong.  En marzo de ese año, Joshua Jackson, Sadie Stanley y Ming-Na Wen fueron elegidos para papeles no revelados.  En abril, Aramis Knight y Wyatt Oleff se unieron al elenco.

### Rodaje
La fotografía principal comenzó en Montreal (Canadá) el 1 de abril de 2024 y finalizó en junio de ese año, bajo el título provisional Victory Boulevard.

## Estreno
La película fue estrenada el 30 de mayo de 2025 en Estados Unidos, para que no entrara en conflicto con la última temporada de Cobra Kai. La película estaba originalmente programada para estrenarse el 7 de junio de 2024, pero se retrasó hasta el 13 de diciembre de 2024 por la huelga SAG-AFTRA de 2023.